# Plagiothecium tenellum
Plagiothecium tenellum là một loài Rêu trong họ Plagiotheciaceae. Loài này được (Schimp.) Jedl. miêu tả khoa học đầu tiên năm 1950.